# Helixos
Helixos o Hèlix (en llatí Helixus, en grec antic Ἕλιξος) fou un militar nascut a Mègara.
Amb un esquadró espartà sota les ordres de Clearc navegava cap a l'Hel·lespont, i va arribar a Bizanci després de ser sorprès per una tempesta. Va posar la ciutat dins la Lliga del Peloponès l'any 411 aC, segons diu Tucídides. Va romandre a Bizanci amb el contingent de Mègara i el 408 aC encara apareix en el comandament de la ciutat junt amb Ceratades de Beòcia, quan els atenencs assetjaven Bizanci i Clearc havia sortit per buscar reforços a la satrapia de Farnabazos II. Els bizantins, que veien perillar les seves vides i molts ja havien mort de gana o assassinats per deixar prou menjar pels soldats, van trobar la manera de comunicar-se amb els assetjadors i amb un estratagema van deixar entrar els atenencs i Helixos i Ceratades es van veure obligats a rendir-se i van ser fets presoners.